# 粗茎橐吾
粗茎橐吾（学名：Ligularia ghatsukupa）是菊科橐吾属的植物，是中国的特有植物。分布在中国大陆的西藏等地，生长于海拔4,700米至5,000米的地区，多生长于高山流石滩和湖边，目前尚未由人工引种栽培。